# Panama aux Jeux olympiques d'été de 2008
Le Panama participe aux Jeux olympiques d'été de 2008 à Pékin.

## Liste des médaillés panaméens

### Médailles d'or
| Sport              | Discipline           | Sportifs        | Performance |
| Médailles d'or : 1 |                      |                 |             |
| Athlétisme         | Saut en longueur (H) | Irving Saladino | 8,34 m      |

### Médailles d'argent
| Sport                  | Discipline | Sportifs | Performance |
| Médailles d'argent : 0 |            |          |             |

### Médailles de bronze
| Sport                   | Discipline | Sportifs | Performance |
| Médailles de bronze : 0 |            |          |             |

## Athlètes panaméens par sports[1]

### Athlétisme
Hommes
- 400 m haies :
  - Bayano Kamani
- Saut en longueur :
  - Irving Jahir Saladino Aranda

| Épreuve          | Athlète         | Séries   | Séries | Quarts de finale | Quarts de finale | Demi-finales | Demi-finales | Finale   | Finale        |
| Épreuve          | Athlète         | Résultat | Rang   | Résultat         | Rang             | Résultat     | Rang         | Résultat | Rang          |
| ---------------- | --------------- | -------- | ------ | ---------------- | ---------------- | ------------ | ------------ | -------- | ------------- |
| 400 mètres haies | Bayano Kamani   | 49.05    | 4e Q   | NC               | NC               | 50.48        | 8e           | -        | -             |
| Saut en longueur | Irving Saladino | 8,01m    | 4e Q   | NC               | NC               | NC           | NC           | 8,34m    | Médaille d'or |

### Escrime
Femmes
- Epée individuelle :
  - Jesika Jiménez Luna

### Sports aquatiques

#### Natation
| Hommes - 100 m brasse : - Edgar Roberto Crespo Echeverria | Femmes - 100 m dos : - Christi Marie Bodden Baca |